# 斜綠泥石
斜綠泥石（英語：Clinochlore），又稱斜鎂綠泥石是一種頁矽酸鹽礦物，為綠泥石族中最常見的成員之一。化學式為Mg
5Al(AlSi
3O
10)(OH)
8，當鎂被鐵二價離子取代會成為鮞綠泥石，斜綠泥石與鮞綠泥石形成固溶體系列，作為富含鎂的端元礦物。

## 名稱
斜綠泥石的英文名稱由美國的地質學家威廉·菲普斯·布雷克命名，取自希臘文「(klinein)」（意思為「傾斜」）以及「(chloros)」（意思為「綠色」），由於該礦物呈現斜光軸並且通常呈綠色。

## 成因與產地
通常為鐵鎂質矽酸鹽礦物（如：角閃石、輝石、黑雲母）經過熱液換質作用後的產物，常見於一些變質岩之中，例如綠片岩、蛇紋岩。
斜綠泥石廣泛分布於全世界，標準產地在美國宾夕法尼亚州切斯特縣的布萊頓礦場（Brinton's Quarry）。

## 亞種

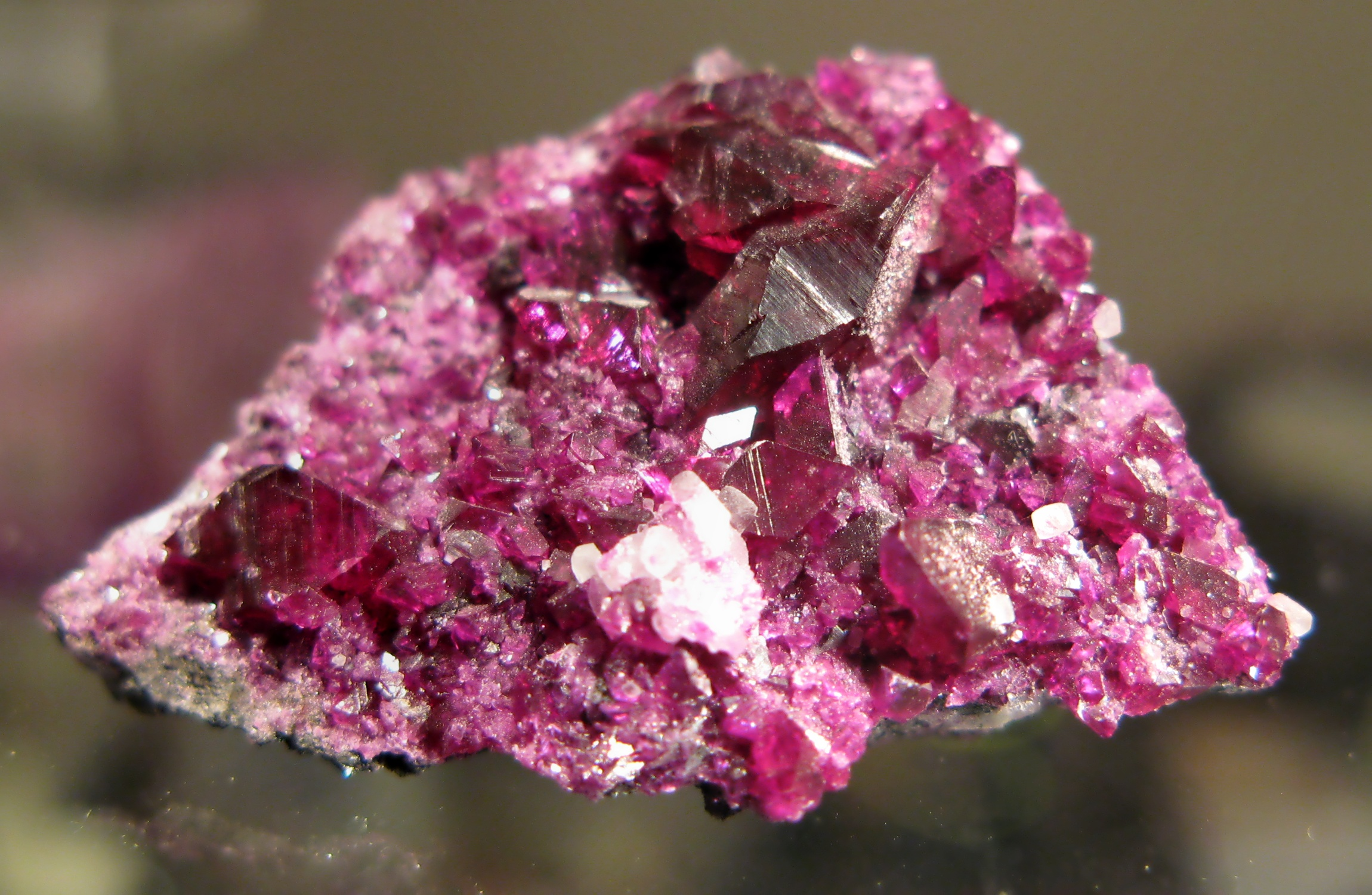
產自土耳其埃尔祖鲁姆省的鉻斜綠泥石

鉻斜綠泥石（英語：Kammererite）：為含鉻的斜綠泥石變種，斜綠泥石中的鋁被鉻取代，顏色呈現粉紅色到紫色。英文名稱來自德國的地質學家兼藥師奧古斯特·亞歷山大·凱默勒（August Alexander Kaemmerer）。
綠龍晶（英語：Seraphinite）：具有羽狀、輻射狀排列的斜綠泥石變種，可做為石材、珠寶使用，主要產於俄羅斯伊尔库茨克州热列兹诺戈尔斯克-伊利姆斯基的Korshunovskoye礦區。
葉綠泥石（英語：Pennine）：斜綠泥石的假三方晶系變種。